# Alkalisierung
Die Alkalisierung bezeichnet den Vorgang der Erhöhung des pH-Werts, so dass das Milieu alkalischer wird.

## Begriffsdefinition

### Textilveredelung
In der Textilveredelung versteht man unter Alkalisierung ein Verfahren für die Bearbeitung von PET-Fasern. Dazu wird die PET-Faser alkalisch behandelt, was dazu führt, dass
- eine Verringerung des Filamenttiters und des Faserdurchmessers auftritt
- ein geschmeidiger, seidenähnlicher Griff entsteht
- Bildung von Kratern und Einkerbungen auf der Oberfläche entstehen, woraus eine Mattierung der Faser resultiert
- ein unerwünschter, Festigkeits- und Gewichtsverlust eintritt (10–30 %)

### Naturwissenschaft
Im naturwissenschaftlichen Kontext wie beispielsweise in der Bodenentwicklung (Pedogenese) wird der Vorgang der Erhöhung des pH-Wertes im Boden durch alkalische Stäube wie Magnesit, Zement oder Calciumcarbonat (siehe auch Kalkung) als Alkalisierung bezeichnet.

### Medizin
Zur Prophylaxe eines Tumorlyse-Syndroms kann unter anderem eine Harn-Alkalisierung durch entsprechende Infusionen oder Medikamente vorgenommen werden, wodurch eine bessere Ausscheidung des Harns erreicht werden kann.

### Ernährungswissenschaft
Mittels Alkalisieren kann man in der Kakaopulverherstellung a) Fett aus der Kakaomasse trennen und b) Geschmack und Farbe des Kakaopulvers beeinflussen.